# Klaus-Jürgen Schmidt
Klaus-Jürgen Schmidt (* 15. September 1953 in Berlin; † 16. November 2010 ebenda) war ein deutscher Politiker. Er war in der ersten Hälfte der 9. Wahlperiode von 1981 bis 1983 Abgeordneter der Alternativen Liste (AL) im Abgeordnetenhaus von Berlin.
Nach dem Besuch einer kaufmännischen Berufsfachschule von 1970 bis 1972 bis zur mittleren Reife absolvierte Klaus-Jürgen Schmidt eine kaufmännische Ausbildung, die er 1975 mit der Abschlussprüfung als Industriekaufmann beendete.
Als Mitglied der maoistischen Kommunistischen Partei Deutschlands (KPD/AO) kandidierte er erfolglos bei der Wahl zum Berliner Abgeordnetenhaus 1975 im Wahlkreisverband Spandau. 1979 wurde er Mitglied der AL. Bei der Abgeordnetenhauswahl 1981 wurde Klaus-Jürgen Schmidt auf der Bezirksliste der AL für Reinickendorf in das Abgeordnetenhaus von Berlin gewählt. Durch Rotation schied er 1983 aus. Sein Nachfolger wurde Uwe Tietz.